# 新墨西哥城國際機場
新墨西哥城国际机场（西班牙語：Nuevo Aeropuerto Internacional de la Ciudad de México，簡寫：NAICM）在2016年9月2日由墨西哥总统恩里克·涅托宣告將會興建。他表示，这将是一个国家的象征。该新机场将取代已經飽和的贝尼托·胡亚雷斯国际机场。新的機場有一个面積達56万平方米（約600万平方英尺）、佔地4600公頃（約11400英畝）的大型客運大樓。它将有三條跑道先行启用，並将扩展到六条跑道：其中兩條跑道長4,500米（14,800英尺），餘下4,000米（13,000英尺）。該機場的其中三條跑道將同时使用，将能够為5千万名乘客服務。当機場竣工時，以最大的跑道負荷能力計，该新机场将要处理每年1亿2千個在环境上可持续的问题。
机场方面预期，它將會在2020年啓用，而舊有机场將於6至8个小时之后後停止运作。

## 成本、施工與位置
機場的施工将分两个阶段进行，以2015年至2020年作爲第一阶段（雖然有一些工程是于2020年才展開）。 第一阶段將啓用其中三条跑道，而另外三條跑道將會在第二阶段啓用。 應于2014年9月展開的投标过程尚未展開。 第一阶段最初的成本估计为120亿墨西哥比索，大约9.1亿美元，但在2014年9月4日，估计的成本被订正为169亿墨西哥比索，即约9.4亿美元。興建機場的资金有58％出自政府，而餘下42%出自私人。它将建立于联邦政府在特斯科科湖湖底所拥有的土地中的一个区域，大約在墨西哥州目前的机场以東。由于缺乏新的专用高速公路，因此從该机场去市區将需要大约1小时5分钟(43 公里)。

## 设施
該机场将在2015年至2016年开始興建其第一阶段。机场方面預期第一阶段將在2020年落成。 如果机场按计划完成后，机场將要處理高达6,800万名旅客，如果总体规划完成后在接下来的几十年中，机场每年要處理的旅客达到1.2億人。 这將使它同時在面積大小及旅客處理量兩方面均成爲全拉丁美洲，以及全美洲最大的机场。
在其第一阶段，机场将包括：
- 一个X型客運大樓
- 能够做到三輛飛機同时起飛與降落的三跑道系統
- 一个控制塔

当机场的建設工程完全竣工，其所有设施將包括：
- 两个客運大樓
- 两个卫星建筑
- 能够做到六輛飛機同时起飛與降落的六跑道系統

## 客運大樓設計

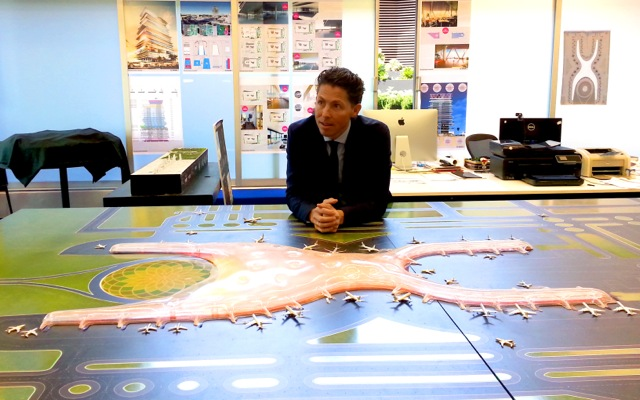
费尔南多·罗梅罗與新机场的模型。

### 象征意义
客運大樓的门口将有一个仙人掌花园和雄鹰和蛇（国家象征及该国國徽與國旗的一部分）。

### X形状
「X」是国家的名字的象征，即「墨西哥」。X形狀也被认为是有效增加登機閘口的方法。 X形狀也同時在阿布扎比、孟买、内罗毕、匹兹堡和首尔的機場中應用。

### 屋顶
屋顶通风，重量轻，由薄膜制成。

根据促进和合作伙伴協議：
超过100米長，三倍大于一个常规机场的翼，它具有巨大规模的灵感来自墨西哥風格建筑和象征意义。 最大的翼長170米。轻型玻璃和钢铁结构和飙升的拱形的屋顶设计將用于墨西哥城具有挑战性的土壤条件。其独特的预制系统可以迅速運行，而不需要脚手架——新的机场将是展示墨西哥的创新的一个好機會，而這個機會是由墨西哥承包商和工程师建立的。

### 可持续发展
该客運大樓是可持续發展的，也取得了铂金认证。 该项目声称，它是「世界上最可持续的机场」。

## 來歷和阻力
因为舊有的機場日益飽和，時任墨西哥总统比森特·福克斯宣布建造一个新的、更大的机场，而該機場將占地5000公頃，即約12000英畝。新機場的選址分別是特斯科科和圣萨尔瓦多阿滕科（2002年），大约就是現在新机场的計劃。當地的暴力抗议发生时，新机场計劃被取消。在2014年，政府宣布恢復建造新机场。政府购买了一些通过地方社区共同協作務農的農地，并且政府也解釋了它没有任何需要取用额外的土地来建造机场。 一些在阿滕科以及附近社区的地方团体不同意联邦政府的觀點，声称联邦政府通过欺骗和强大的武装搶奪土地，并且發起小规模的抗议活动。 2018年10月，墨西哥当选总统洛佩斯·奥夫拉多尔宣布他就任后将叫停新墨西哥城机场，原因是他发动的公投有70%的人选择叫停该计划，但由于只有1%的合法选民参加投票导致争议，而墨西哥比索兑美元汇率也因此在当天暴跌。

## 外部連結
- FR-EE的演讲 （页面存档备份，存于）
- 视频在福斯特合作伙伴的网站
- 机场地图上的  [Mexico City airport: project lands]. El Economista. 2014-09-02  [2016-07-17]. （原始内容存档于2016-10-18） （西班牙语）.